# Simó de Tràcia
Simó (Simon, Σίμων) fou un príncep traci de la meitat del segle iv aC connectat per matrimoni amb Amadocos II, fill de Cotis I i germà de Cersobleptes I i Berisades.
Quan aquest darrer va morir i Cersobleptes va intentar assolir el poder als dominis de Cotis amb l'ajut de l'aventurer Caridem i excloure a Amadocos i als fills de Berisades de la seva herència, Simó va ajudar a Amadocos contra aquest intent.
Simó sembla que havia obtingut la ciutadania atenenca i per compensar els atenencs la van donar també a Caridem el 352 aC.